# Valentín Pimstein
Valentín Pimstein Weiner (Santiago, 9 de agosto de 1925-Santiago, 27 de junio de 2017) fue un productor chileno de telenovelas mexicanas; pionero del género de la novela rosa para la cadena Telesistema Mexicano, en la actualidad Televisa.

## Biografía

### Familia
Fue el séptimo de los nueve hijos de un matrimonio bielorruso-judío originario de Minsk, propietario de una vidriería en el Barrio Brasil en Santiago (Chile).
En 1964 conoció a Victoria Ratinoff, con quien se casó ese mismo año. Tuvieron tres hijos: Víctor, Verónica y Viviana.

### Carrera
Su afición por las historias románticas y melodramáticas nació bajo el alero de su madre, una asidua consumidora de radionovelas y cine mexicano y se desarrolló de forma paralela con su interés por el teatro.
Tras cumplir la mayoría de edad, decidió salir de su país natal en busca de aventuras. Así llegó a México, donde se convirtió en asistente de dirección de un estudio cinematográfico de día y auxiliar de un club nocturno. Allí, conoció a Emilio Azcárraga Milmo, en ese momento propietario de Telesistema Mexicano.
Gracias a sus conexiones con el cine, logró llegar a trabajar en esa empresa, donde creó y produjo las primeras telenovelas mexicanas a comienzos de la década de 1960. Entre otras, produjo El amor tiene cara de mujer, Mundo de juguete, Pobre Clara, Barata de primavera, La venganza, Rina, Doménica Montero y Viviana marcó la década de 1970. Con su telenovela Los ricos también lloran, comenzó la internacionalización de las telenovelas mexicanas. 
En la década de 1980, lanzó a las actrices Lucía Méndez, Verónica Castro, Angélica Aragón, Edith González y Victoria Ruffo, quienes fueron protagonistas de telenovelas como Colorina, Soledad, El hogar que yo robé (Angélica María, quien para esas fechas ya llevaba muchos éxitos en su carrera), Vanessa, Chispita, Bianca Vidal, Amalia Batista, La fiera, Vivir un poco, Monte Calvario, Rosa salvaje y Carrusel.
Comenzó la década de 1990 produciendo telenovelas como Simplemente María, La pícara soñadora y María Mercedes. En 1994 asumió el cargo de vicepresidente de telenovelas en Televisa, desde donde supervisó el trabajo de un grupo de productores jóvenes, que hoy en día ocupan altos cargos en la empresa y entre los que se encontraban: Juan Osorio Ortiz, Emilio Larrosa, Pedro Damián, Angelli Nesma Medina, José Alberto Castro, su propia hija Verónica Pimstein, Lucero Suárez, Martha Patricia López de Zatarain, Salvador Mejía Alejandre, Nicandro Díaz González e Ignacio Sada Madero. Paralelamente, ocupó el cargo de consejero en la presidencia del consorcio televisivo.
Desde dichas plataformas, intentó llevar a prestigiosos escritores chilenos a los guiones de teleseries, como José Donoso, Antonio Skármeta y Sergio Vodanovic. Sin embargo, sus planes quedaron truncos con su renuncia a Televisa en 1997, tras verse obligado a dejar sus altos cargos ejecutivos en la empresa, a lo que siguió la muerte de Emilio Azcárraga Milmo y la consiguiente llegada de una nueva administración a Televisa, con la que él no logró entenderse.
Desde entonces y hasta la fecha de su muerte, alternó residencia entre Chile, Estados Unidos y España. Murió en su ciudad natal a los 91 años de edad.

## Relevancia de su trabajo
Pimstein fue conocido como El padre de la novela rosa porque la mayoría de sus historias trataban de amor, pero el rasgo más característico fue que en sus historias podía pasar cualquier cosa, por más inverosímil que pareciera.
La periodista Tere Vale lo homenajeó con el libro Valentín Pimstein: Una vida de telenovela (2016), editado por Miguel Ángel Porrúa, donde se muestra el alma romántica de México a través de sus telenovelas. Pimstein marcó un antes y un después, al transformar este género en un reflejo de pasiones de varias generaciones de televidentes. Su personalidad abrumadora, su talento y su tenacidad llevaron la telenovela rosa a traspasar fronteras y a convertirse en una verdadera embajadora de la cultura popular mexicana.

## Filmografía

### Telenovelas
- María Mercedes (1992-1993)
- Carrusel de las Américas (1992)
- La pícara soñadora (1991)
- Simplemente María (1989-1990)
- Carrusel (1989-1990)
- Rosa salvaje (1987-1988)
- Monte Calvario (1986)
- Vivir un poco (1985-1986)
- Los años pasan (1985)
- Los años felices (1984-1985)
- Principessa (1984-1986)
- Guadalupe (1984)
- La fiera (1983-1984)
- Amalia Batista (1983-1984)
- Bianca Vidal (1982-1983)
- Chispita (1982-1983)
- Déjame vivir (1982)
- Vanessa (1982)
- El hogar que yo robé (1981)
- Pelusita (1980-1981)
- Soledad (1980-1981)
- Ambición (1980)
- Sandra y Paulina (1980)
- Colorina (1980-1981)
- Verónica (1979-1980)
- J. J. Juez (1979-1980)
- Los ricos también lloran (1979-1980)
- Lágrimas negras (1979)
- El cielo es para todos (1979)
- Viviana (1978-1979)
- Mamá Campanita (1978-1979)
- Doménica Montero (1978)
- Gotita de gente (1978)
- María José (1978)
- Muñeca rota (1978-1979)
- Ladronzuela (1977-1978)
- Rina (1977)
- Marcha nupcial (1977-1978)
- Humillados y ofendidos (1977-1978)
- La venganza (1977)
- Mi hermana la Nena (1976-1977)
- Barata de primavera (1975-1976)
- Pobre Clara (1975)
- Mundo de juguete (1974-1977)
- Siempre habrá un mañana (1974)
- Ha llegado una intrusa (1974-1975)
- Esa provinciana (1974)
- Mi rival (1973)
- Los que ayudan a Dios (1973)
- El honorable señor Valdez (1973-1974)
- Amarás a tu prójimo (1973)
- Aquí está Felipe Reyes (1972)
- El amor tiene cara de mujer (1971-1973)
- La recogida (1971)
- El mariachi (1970)
- Encrucijada (1970)
- Yesenia (1970-1971)
- Angelitos negros (1970)
- La gata (1970-1971)
- Cadenas de angustia (1969)
- La familia (1969)
- Rosario (1969)
- Una plegaria en el camino (1969)
- Rubí (1968)
- Cruz de amor (1968-1969)
- Fallaste corazón (1968)
- Mariana (1968)
- Aurelia (1968)
- Chucho el Roto (1968)
- Un ángel en el fango (1967)
- Incertidumbre (1967)
- El cuarto mandamiento (1967)
- Obsesión (1967)
- Las víctimas (1967)
- El usurpador (1967)
- Angustia del pasado (1967)
- Anita de Montemar (1967)
- La Duquesa (1966)
- Cita en la gloria (1966)
- El ídolo (1966)
- Vértigo (1966)
- El corrido de Lupe Reyes (1966)
- María Isabel (1966)
- La sembradora (1965)
- Corona de lágrimas (1965-1966)
- Siempre tuya (1964)
- San Martín de Porres (1964)
- Central de emergencia (1964)
- Pablo y Elena (1963)
- Madres egoístas (1963)
- La culpa de los padres (1963)
- La mesera (1963)
- El secreto (1963)
- El profesor Valdez (1962)
- Elena (1961)
- Gutierritos (1958)

### Películas
- The Living Idol (1957)
- Las tres pelonas (1958)
- Vivir del cuento (1960)
- Bala perdida (1960)
- Napoleoncito (1964)

## Escritor

### Valeria Phillips
- Marisol (1996)
- Acapulco, cuerpo y alma (1995-1996)
- Prisionera de amor (1994)
- Marimar (1994)
- Carrusel de las Américas (1992)
- La pícara soñadora (1991)
- Simplemente María (1989-1990)
- Carrusel (1989-1990)
- Pobre señorita Limantour (1987)
- Pobre juventud (1986-1987)
- Monte Calvario (1986)
- Los años pasan (1985)
- Los años felices (1984-1985)
- Amalia Batista (1983-1984)
- Bianca Vidal (1982-1983)
- Segunda parte de Vanessa (1982)
- Una limosna de amor (1981)
- El hogar que yo robé (1981)
- Pelusita (1980)
- Sandra y Paulina (1980)
- Media parte de Los ricos también lloran (1979-1980)

### Vivian Pestalozzi
- Para toda la vida (1996)
- Pobre niña rica (1995)
- María la del barrio (1995-1996)
- María Mercedes (1992)
- Rosa salvaje (1987-1988)
- Vivir un poco (1985-1986)
- Principessa (1984-1986)
- La fiera (1983-1984)
- Chispita (1982-1983)
- Primera parte de Vanessa (1982)
- Juegos del destino (1981-1982)
- Una limosna de amor (1981)
- Soledad (1980-1981)
- Segunda parte de Colorina (1980)
- Ambición (1980)
- Verónica (1979)

## Premios y nominaciones

### Premios TVyNovelas
| Año  | Categoría        | Telenovela        | Resultado |
| ---- | ---------------- | ----------------- | --------- |
| 1993 | Mejor telenovela | María Mercedes    | Nominada  |
| 1990 | Mejor telenovela | Simplemente María | Nominada  |
| 1988 | Mejor telenovela | Rosa salvaje      | Nominada  |
| 1986 | Mejor telenovela | Vivir un poco     | Nominada  |
| 1985 | Mejor telenovela | Amalia Batista    | Nominada  |

### Premios Eres
| Año  | Categoría        | Telenovela     | Resultado |
| ---- | ---------------- | -------------- | --------- |
| 1993 | Mejor telenovela | María Mercedes | Ganador   |